# Athletic Club de Madrid 1934-1935
Questa voce raccoglie le informazioni riguardanti l'Athletic Club de Madrid, antico nome del Club Atlético de Madrid, nelle competizioni ufficiali della stagione 1934-1935.

## Stagione
Nella stagione 1934-1935 i Colchoneros, allenati da Frederick Pentland e tornati in massima serie dopo 4 anni, terminarono il campionato al settimo posto. In Coppa della Repubblica l'Athletic Club de Madrid fu invece eliminato ai quarti di finale dal Siviglia, che poi avrebbe vinto la competizione. Nel campionato regionale di Castiglia-Aragona, la squadra si piazzò al terzo posto. Tra i vari risultati ci fu un entusiasmante 9-5 rifilato al Racing Santander, che con 14 gol fu il risultato più ampio della storia della competizione.

## Maglie e sponsor
| Manica sinistra · Manica sinistra · Maglietta · Maglietta · Manica destra · Manica destra · Pantaloncini · Calzettoni |

## Rosa
| N. |                       | Ruolo | Calciatore                 |
| -- | --------------------- | ----- | -------------------------- |
| -  | Spagna (bandiera)     | P     | Salvador Fernández Pacheco |
| -  | Spagna (bandiera)     | P     | Guillermo Rodríguez Gómez  |
| -  | Spagna (bandiera)     | D     | Alejandro Díaz García      |
| -  | Spagna (bandiera)     | D     | Narciso Corral             |
| -  | Spagna (bandiera)     | D     | Pedro Mendaro              |
| -  | Porto Rico (bandiera) | C     | Eduardo Ordóñez            |
| -  | Spagna (bandiera)     | C     | Ramón Gabilondo            |
| -  | Spagna (bandiera)     | C     | Santiago Buiría            |
| -  | Spagna (bandiera)     | C     | Chacho                     |
| -  | Spagna (bandiera)     | C     | Pedro Basterrechea         |
| -  | Spagna (bandiera)     | C     | Jesús Navarro Mazzotti     |

| N. |                      | Ruolo | Calciatore             |
| -- | -------------------- | ----- | ---------------------- |
| -  | Spagna (bandiera)    | C     | Martín Marculeta       |
| -  | Argentina (bandiera) | C     | Eleuterio Peña Iriarte |
| -  | Spagna (bandiera)    | A     | Ángel Arocha           |
| -  | Spagna (bandiera)    | A     | Ciriaco Cuesta Sanz    |
| -  | Spagna (bandiera)    | A     | Ramón de la Fuente     |
| -  | Spagna (bandiera)    | A     | Santiago Losada        |
| -  | Spagna (bandiera)    | A     | Julio Antonio Elícegui |
| -  | Spagna (bandiera)    | A     | Luis Marín Sabater     |
| -  | Spagna (bandiera)    | A     | Ramón de Mendizábal    |
| -  | Spagna (bandiera)    | A     | Ángel Sornichero       |

## Risultati

### Primera División

#### Girone d'andata
| Arbitro: | Sanchis Orduña |

|                                               |           |  |
| Sánchez 40’ Campanal 55’ Torrontegui 73’, 82’ | Marcatori |  |

| Arbitro: | Arribas Seijas |

|                                           |           |            |
| Gabilondo 34’ Elícegui 65’ Sornichero 80’ | Marcatori | 73’ Fuente |

| Arbitro: | Escartín Morán |

|                 |           |  |
| Sañudo 38’, 83’ | Marcatori |  |

| Arbitro: | Manuel Vallés |

|              |           |                                   |
| Elícegui 14’ | Marcatori | 28’ Pagès 68’ Ventolrà 75’ Escolà |

| Arbitro: | Villanueva Calonge |

|                               |           |              |
| Anduiza 25’ Larrondo 25’, 79’ | Marcatori | 32’ Elícegui |

| Arbitro: | Ostalé Gómez |

|                                            |           |                           |
| Elícegui 6’, 10’ Sornichero 53’ Chacho 86’ | Marcatori | 16’ Caballero 71’ Unamuno |

| Arbitro: | Castarlenas Mora |

|                                                |           |  |
| Insausti 21’ Ipiña 23’ Olivares 24’ Ortega 76’ | Marcatori |  |

| Arbitro: | Arribas Seijas |

|                                                  |           |                       |
| Chacho 11’ Sornichero 21’, 57’ Elícegui 53’, 75’ | Marcatori | 51’ Rubio 81’ Goiburu |

| Arbitro: | Steimborn Ludeuvik |

|                        |           |                       |
| Elícegui 12’, 23’, 89’ | Marcatori | 43’, 64’, 76’ Lángara |

| Arbitro: | Ostalé Gómez |

|  |           |                              |
|  | Marcatori | 7’ (aut.) Pérez 38’ Elícegui |

| Arbitro: | Sanchis Orduña |

|                 |           |                 |
| Chacho 54’, 61’ | Marcatori | 3’, 89’ Careaga |

#### Girone di ritorno
| Arbitro: | Saturnino Vallana |

|            |           |  |
| Arocha 64’ | Marcatori |  |

| Arbitro: | Jáuregui Ansó |

|                      |           |                         |
| Cisco 7’ Arteche 12’ | Marcatori | 38’ Elícegui 43’ Arocha |

| Arbitro: | Melcón Bartolomé |

|                         |           |                        |
| Chacho 17’ Elícegui 75’ | Marcatori | 33’ Emilín 50’ Hilario |

| Barcellona 10 marzo 1935 15ª giornata | Barcellona         | 0 – 0 referto | Athlétic Madrid | Les Corts\| Arbitro: \| Steimborn Ludeuvik \| |
| Arbitro:                              | Steimborn Ludeuvik |               |                 |                                               |

| Arbitro: | Medina Toledo |

|                                    |           |              |
| Cuesta 22’ Elícegui 36’ Chacho 61’ | Marcatori | 14’ Larrondo |

| Arbitro: | Sanchis Orduña |

|                      |           |  |
| Timimi 27’ Lecue 71’ | Marcatori |  |

| Arbitro: | Simón Cabarga |

|                              |           |               |
| Arocha 31’, 79’ Elícegui 61’ | Marcatori | 22’ Amunárriz |

| Arbitro: | José Pujol |

|                             |           |  |
| Torredeflot 20’ Richart 75’ | Marcatori |  |

| Arbitro: | Manuel Vallés |

|                   |           |              |
| Herrerita 7’, 82’ | Marcatori | 75’ Elícegui |

| Arbitro: | Saturnino Vallana |

|                                                    |           |                        |
| Elícegui 12’, 27’, 50’ Lafuente 58’ Mendizábal 67’ | Marcatori | 41’ Manolín 62’ Espada |

| Arbitro: | Elizari Navarlaz |

|                                               |           |                        |
| Iraragorri 16’, 31’, 80’ Careaga 37’ Bata 55’ | Marcatori | 40’ Marín 75’ Elícegui |

### Coppa della Repubblica
| Arbitro: | Balaguer García |

|                                       |           |                        |
| Elícegui 15’, 40’ Bermúdez 70’ (aut.) | Marcatori | 25’ Ortiz 87’ Moriones |

| Arbitro: | Steimborn Ludeuvik |

|  |           |                               |
|  | Marcatori | 53’ Marculeta 81’, 85’ Arocha |

| Arbitro: | Soliva López |

|                      |           |          |
| Arocha 25’, 60’, 70’ | Marcatori | 35’ Lelé |

| Arbitro: | Steimborn Ludeuvik |

|                                   |           |                               |
| Elícegui 28’, 65’ Arocha 29’, 44’ | Marcatori | 15’, 61’ Fuente 47’ Larrinaga |

| Arbitro: | Ostalé Gómez |

|                         |           |              |
| Larrinaga 16’ Cisco 70’ | Marcatori | 12’ Elícegui |

| Arbitro: | Escartín Morán |

|                                      |           |            |
| Lafuente 32’ Chacho 44’ Elícegui 85’ | Marcatori | 20’ Ibarra |

| Arbitro: | Steimborn Ludeuvik |

|                           |           |                  |
| Elícegui 22’ Lafuente 55’ | Marcatori | 65’, 70’ Bracero |

| Arbitro: | Arribas Seijas |

|                                     |           |                      |
| López 34’ Tache 41’ Torrontegui 74’ | Marcatori | 54’ Marín 83’ Buiría |

### Campeonato Mancomunado Castilla-Aragón
| Arbitro: | Melcón Bartolomé |

|                         |           |                                |
| Aja L. Herránz Moriones | Marcatori | 15’ Marín Navarro 90’ Elícegui |

| Arbitro: | Ostalé Gómez |

|                                  |           |                       |
| Peña , Arocha , Elícegui , Marín | Marcatori | , Larrinaga ? Arteche |

| Arbitro: | Viruete |

|                       |           |                                  |
| Gil Rivera 15’ Juliac | Marcatori | 2’ Arocha 5’ Lafuente , Elícegui |

| Vallecas 30 settembre 1934 4ª giornata | Athlétic Madrid | 0 – 0 referto | Valladolid Deportivo | Vallecas |

| Arbitro: | Kuntz |

|               |           |            |
| Bilbao Gárate | Marcatori | , Elícegui |

| Arbitro: | Escartín Morán |

|            |           |                                   |
| Arocha 15’ | Marcatori | 22’ P. López 40’, 63’, 64’ Sañudo |

| Arbitro: | González Polidura |

|                            |           |                                      |
| Elícegui 10’, 32’ Peña 30’ | Marcatori | Moriones 41’ L. Herránz de la Puerta |

| Arbitro: | Ostalé Gómez |

|       |           |  |
| Cisco | Marcatori |  |

| Arbitro: | Viruete |

|                                  |           |  |
| Elícegui , Arocha (rig.), Cuesta | Marcatori |  |

| Arbitro: | Montero Román |

|       |           |            |
| Kohut | Marcatori | , Elícegui |

| Arbitro: | Melcón Bartolomé |

|                                        |           |                         |
| Lazcano 33’ L. Regueiro 75’ Sañudo 81’ | Marcatori | 42’ Arocha 70’ Elícegui |

| Vallecas 18 novembre 1934 12ª giornata         | Athlétic Madrid | 3 – 0 referto | Saragozza | Vallecas |
| \| \| \| \| \| Elícegui , , \| Marcatori \| \| |                 |               |           |          |
|                                                |                 |               |           |          |
| Elícegui ,                                     | Marcatori       |               |           |          |

## Statistiche

### Statistiche di squadra
| Competizione                           | Punti | Totale | Totale | Totale | Totale | Totale | Totale | DR  |
| Competizione                           | Punti | G      | V      | N      | P      | Gf     | Gs     | DR  |
| -------------------------------------- | ----- | ------ | ------ | ------ | ------ | ------ | ------ | --- |
| Primera División                       | 21    | 22     | 8      | 5      | 9      | 53     | 38     | +15 |
| Coppa della Repubblica                 | -     | 8      | 5      | 1      | 2      | 20     | 14     | +6  |
| Campeonato Mancomunado Castilla-Aragón | 14    | 12     | 5      | 4      | 3      | 36     | 24     | +12 |
| Totale                                 | 35    | 42     | 18     | 10     | 14     | 109    | 76     | +33 |